# هنگ لهستانی در فنلاند

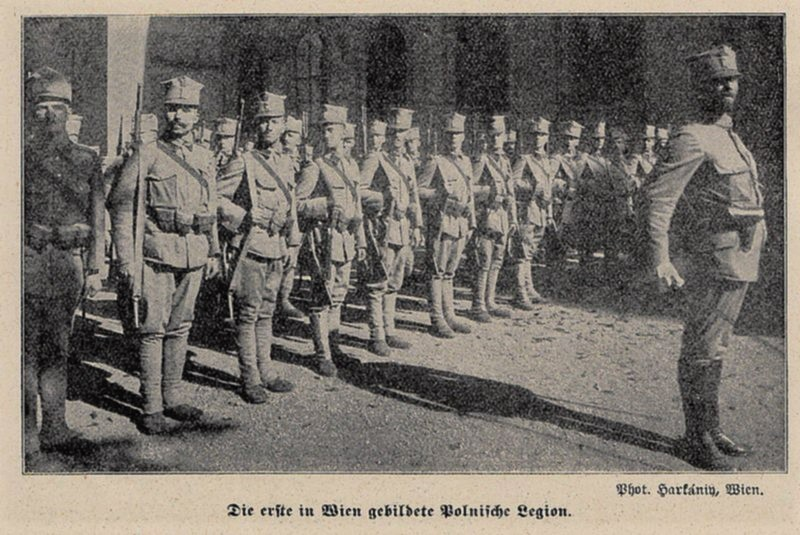
نمایی از سربازان هنگ لهستانی در فنلاند - (حوالی ۱۹۱۴/۱۹)

هنگ لهستانی در فنلاند (لهستانی: Legion Polski w Finlandii، فنلاندی: Puolan Legioona Suomessa، روسی: Польский Легион в Финляндии) واحد نظامی متشکل از لهستانی‌هایی بود که در جنگ جهانی اول برای ارتش امپراتوری روسیه خدمت می‌کردند.
لژیون، مستقر در ویپوری، و همچنین سایر شهرهای فنلاند، مانند هلسینکی، لاپرنتا، تامپره، واسا، تورکو، اولو، تورنیو، هامنلینا، کوکماکی، روما، ریهیماکی، کوتکا، میکلی، پری و هانکو بود.
این واحد در ۲۴ آوریل ۱۹۱۷ در ویپوری تأسیس شد و تا ۱ مارس ۱۹۱۸ وجود داشت. هنگ لهستانی متشکل از یک گردان پیاده‌نظام در ویپوری، یک گروهان پیاده‌نظام در اینو و یک آتشبار توپخانه سنگین در سوآمنلینا بود و در اوج گسترش آن ۳۷ افسر و ۱۷۰۰ سرباز در آن خدمت می‌کردند. این واحد تحت فرمان دولت فنلاند بود و در جنگ علیه ارتش سرخ شرکت داشت و مقادیر زیادی تجهیزات را به دست آورد، که به ارتش فنلاند تحویل داده شد..